# 하동선 (축구 선수)
하동선(2004년 4월 16일 ~ )은 대한민국의 축구 선수로, 포지션은 공격수이다. 현재 K리그1 인천 유나이티드 FC 소속이다.